# Roger Barny
Roger Barny (* 9. November 1929 in Chaptelat, Département Haute-Vienne; † 5. August 2003 in Besançon) war ein französischer Romanist und Literaturwissenschaftler.

## Leben und Werk
Barny machte Abitur in Poitiers und war zuerst Volksschullehrer. Ab 1952 studierte er an der École Normale Supérieure de Saint-Cloud und bestand 1959 die Agrégation in Lettres modernes. Er wurde Gymnasiallehrer in Rouen. Ab 1965 lehrte er an der Universität der Franche-Comté in Besançon. Er habilitierte sich 1977 an der Sorbonne bei Jean-Louis Lecercle mit der Thèse Jean-Jacques Rousseau dans la Révolution française (1787-1791). Contribution à l'analyse de l'idéologie révolutionnaire bourgeoise (erschienen u. d. T.  Les contradictions de l'idéologie révolutionnaire des droits de l'homme 1789-1796. Droit naturel et histoire, Paris 1993) und wurde Professor in Besançon (1990 emeritiert).

## Werke
- Prélude idéologique à la Révolution française. Le rousseauisme avant 1789, Paris 1985
- Rousseau dans la Révolution. Le personnage de Jean-Jacques et les débuts du culte révolutionnaire 1787-1791, Oxford 1986
- L'Éclatement révolutionnaire du rousseauisme, Besançon 1988
- Le comte d'Antraigues, un disciple aristocrate de J. -J. Rousseau. De la fascination au reniement 1782-1797, Oxford 1991
- Études textuelles, 7 Bde., Paris 1991-1998
- Le droit naturel à l'épreuve de l'histoire. Jean-Jacques Rousseau dans la Révolution. Débats politiques et sociaux. Suivi de Montesquieu dans la Révolution, Besançon 1995
- Le triomphe du droit naturel. La constitution de la doctrine révolutionnaire des droits de l'homme 1787-1789, Besançon 1997
- (Hrsg.) Emmanuel Louis Alexandre de Launay, Mes soliloques. Autobiographie rêvée du comte d'Antraigues, Paris 2001